# 阿扎姆·汗 (壁球運動員)
阿扎姆·汗（普什圖語：‎，1925年—2020年3月28日），是一名巴基斯坦籍英國壁球運動員。1959年至1962年期间曾經4次赢得英国壁球錦標賽（British Open Squash Championships）的冠军。
阿扎姆·汗是巴基斯坦普什图族人，1956年代移居英国。成为壁球運動員前他是巴基斯坦空军军官俱乐部的网球教练。他的兄弟哈希姆也是一位壁球運動員。
2020年3月28日，他因为2019冠状肺炎而在伦敦一间医院病逝，终年95岁。